# Флер-1 (кантон)
Флер-1 (фр. Flers-1) — кантон во Франции, находится в регионе Нормандия, департамент Орн. Входит в состав округа Аржантан.

## История
Кантон образован в результате реформы 2015 года. В его состав вошли отдельные коммуны упраздненных кантонов Месе, Теншбре, Флер-Нор и Флер-Сюд, а также одна коммуна кантона Донфрон.

## Состав кантона с 22 марта 2015 года
В состав кантона входят коммуны (население по данным Национального института статистики за 2018 г.):
- Калиньи (822 чел.)
- Ла-Базок (267 чел.)
- Ла-Ланд-Патри (1 805 чел.)
- Ла-Шапель-Биш (529 чел.)
- Ла-Шапель-о-Муан (587 чел.)
- Ла-Шателье (407 чел.)
- Ландизак (753 чел.)
- Монси (253 чел.)
- Сен-Клер-де-Алуз (866 чел.)
- Сен-Поль (689 чел.)
- Сен-Пьер-д’Антремон (677 чел.)
- Серизи-Бель-Этуаль (719 чел.)
- Флер (7 252 чел., западная половина)

## Политика
На президентских выборах 2022 г. жители кантона отдали в 1-м туре Эмманюэлю Макрону 31,2 % голосов против 25,0 % у Марин Ле Пен и 18,7 % у Жана-Люка Меланшона; во 2-м туре в кантоне победил Макрон, получивший 58,8 % голосов. (2017 год. 1 тур: Эмманюэль Макрон – 25,5 %, Марин Ле Пен – 22,1 %, Франсуа Фийон – 18,6 %, Жан-Люк Меланшон – 17,7 %; 2 тур: Макрон – 66,0 %. 2012 год. 1 тур: Франсуа Олланд — 30,2 %, Николя Саркози — 23,6 %, Марин Ле Пен — 18,5 %; 2 тур: Олланд — 56,6 %).
С 2015 года кантон в Совете департамента Орн представляют член совета коммуны Ландизак Беатрис Гио (Béatrice Guyot) и вице-мэр города Флер Лори Эллоко (Lori Helloco) (оба — Социалистическая партия).
|                | Кандидаты                       | Партия                  | Первый тур | Первый тур     | Второй тур | Второй тур |
| Кол-во голосов | Кандидаты                       | Партия                  | % голосов  | Кол-во голосов | % голосов  |            |
| -------------- | ------------------------------- | ----------------------- | ---------- | -------------- | ---------- | ---------- |
|                | Беатрис Гио Лори Эллоко         | Социалистическая партия | 1 769      | 51,86          | 2 005      | 58,59      |
|                | Жан-Франсуа Бриссе Сильви Дюфур | Разные правые           | 1 226      | 35,94          | 1 417      | 41,41      |
|                | Доминик Вожуа Анник Муатри      | Коммунистическая партия | 294        | 8,62           |            |            |
|                | Шанталь Гатьен Эмиль Гатьен     | Разные левые            | 122        | 3,58           |            |            |

|                | Кандидаты                      | Партия             | Первый тур | Первый тур     | Второй тур | Второй тур |
| Кол-во голосов | Кандидаты                      | Партия             | % голосов  | Кол-во голосов | % голосов  |            |
| -------------- | ------------------------------ | ------------------ | ---------- | -------------- | ---------- | ---------- |
|                | Беатрис Гио Лори Эллоко        | Левый блок         | 1 894      | 33,52          | 2 332      | 38,73      |
|                | Жан-Франсуа Бриссе Мишель Лене | Правый блок        | 1 729      | 30,60          | 2 175      | 36,12      |
|                | Давид Рюо Катя Фремон          | Национальный фронт | 1 593      | 28,19          | 1 514      | 25,15      |
|                | Анник Муатри Жан Шатле         | Левый фронт        | 434        | 7,68           |            |            |